# Ménétréol-sur-Sauldre
Ménétréol-sur-Sauldre är en kommun i departementet Cher i regionen Centre-Val de Loire i de centrala delarna av Frankrike. Kommunen ligger  i kantonen Aubigny-sur-Nère som tillhör arrondissementet Vierzon. År 2022 hade Ménétréol-sur-Sauldre 196 invånare.

## Befolkningsutveckling
Antalet invånare i kommunen Ménétréol-sur-Sauldre
Referens:INSEE